# 翼に賭ける命
『翼に賭ける命』（つばさにかけるいのち、The Tarnished Angels）は1957年のアメリカ合衆国の恋愛映画。監督はダグラス・サーク、出演はロック・ハドソン、ロバート・スタック、ドロシー・マローンなど。ウィリアム・フォークナーの1935年の長編小説『標識塔』を原作としている。

## ストーリー
1930年代の大恐慌時代。新聞記者のバーク（ロック・ハドソン）は取材で訪れた曲芸飛行ショーで第一次世界大戦の英雄である「撃墜王」ロジャー・シューマン（ロバート・スタック）とその一家と出会う。
ロジャーは空を飛ぶことに取り憑かれ、そのために家族を犠牲にしている男だが、曲芸ジャンパー（スカイダイバー）でもあるロジャーの美しい妻ラヴァーン（ドロシー・マローン）はそんな夫を深く愛しながらも複雑な感情を抱いている。ロジャーの親友であり、相棒でもある整備士ジッグス（ジャック・カーソン）は、そんなラヴァーンを一途に愛し続けている。一方、ロジャーとラヴァーンの幼い息子ジャックは旅暮らしの孤独の中で、周りから「本当の父親はロジャーなのかジッグスなのか」とからかわれている。
複雑な関係にある彼らを自分のアパートの部屋に泊まらせることにしたバークは、ラヴァーンと語り合う中で彼女に惹かれて行く。

## キャスト
- バーク・デヴリン: ロック・ハドソン
- ロジャー・シューマン: ロバート・スタック
- ラヴァーン・シューマン: ドロシー・マローン
- ジッグス: ジャック・カーソン
- マット・オード: ロバート・ミドルトン

## 作品の評価
Rotten Tomatoesによれば、11件の評論の全てが高評価で、平均点は10点満点中8.75点となっている。

## 備考
前年1956年の映画『風と共に散る』とほぼ同じスタッフ・キャストである。